# Пушкін Георгій Максимович
Георгій Максимович Пушкін (3 лютого 1909, село Мала Коноплянка Смоленської губернії, тепер Новодугінського району Смоленської області, Російська Федерація — 2 квітня 1963, Москва) — радянський діяч, дипломат, надзвичайний і повноважний посол СРСР у Німецькій Демократичній Республіці, Угорщині та Словаччині, завідувач відділу інформації ЦК КПРС. Член Центральної Ревізійної комісії КПРС у 1956—1961 роках. Кандидат у члени ЦК КПРС у 1961—1963 роках.

## Життєпис
Трудову діяльність розпочав у 1924 році.
У 1931 році закінчив Московський інститут народного господарства імені Плеханова.
З 1931 року — співробітник планових органів Сибіру в місті Новосибірську, керівник групи Управління народногосподарського обліку при РНК Російської РФСР.
У 1937 році закінчив Інститут дипломатичних і консульських працівників Народного комісаріату закордонних справ СРСР.
У 1937—1939 роках — співробітник II-го Західного, Центральноєвропейського відділів Народного комісаріату закордонних справ СРСР.
Член ВКП(б) з 1939 року.
У січні 1940 — 23 червня 1941 року — повноважний представник — надзвичайний і повноважний посол СРСР у Словаччині.
У 1941—1942 роках — заступник завідувача IV-го Європейського відділу Народного комісаріату закордонних справ СРСР. У 1942 році — завідувач III-го Європейського відділу Народного комісаріату закордонних справ СРСР.
У 1942—1944 роках — генеральний консул СРСР в Урумчі (Китай).
У 1944—1945 роках — політичний радник Союзної контрольної комісії в Угорщині.
1 жовтня 1945 — 28 червня 1949 року — надзвичайний і повноважний посланець — посол (з 1948 року) СРСР в Угорщині.
У червні — жовтні 1949 року — завідувач відділу Міністерства закордонних справ СРСР, одночасно голова Комітету радіомовлення Ради міністрів СРСР.
16 жовтня 1949 — 26 травня 1952 року — глава дипломатичної місії СРСР у Німецькій Демократичній Республіці (НДР).
У травні 1952 — квітні 1953 року — заступник міністра закордонних справ СРСР.
У квітні 1953 — 1954 року — завідувач відділу країн Середнього і Близького Сходу, завідувач III-го Європейського відділу Міністерства закордонних справ СРСР, член Колегії МЗС СРСР.
У 1954—1955 роках — верховний комісар СРСР у Німецькій Демократичній Республіці.
14 липня 1954 — 21 лютого 1958 року — надзвичайний і повноважний посол СРСР у Німецькій Демократичній Республіці.
У лютому 1958 — березні 1959 року — завідувач відділу інформації ЦК КПРС.
У березні 1959 — 2 квітня 1963 року — заступник міністра закордонних справ СРСР.
Помер 2 квітня 1963 року. Похований 4 квітня 1963 року в Москві на Новодівочому цвинтарі.

## Нагороди
- орден Леніна
- орден Вітчизняної війни І ст. (5.11.1945)
- орден Трудового Червоного Прапора (3.11.1944)
- орден «Знак Пошани»
- орден Угорської волі срібного ступеня (Угорщина)
- медалі
- надзвичайний і повноважний посол